# Пясечно (гмина)
Пясечно (пол. Piaseczno) — гмина (волость) в Польше, входит как административная единица в Пясечинский повет, Мазовецкое воеводство. Население — 59 435 человек (на 2004 год).

## Демография
| Перепись                       | Всего   | Всего | Женщины | Женщины | Мужчины | Мужчины |
| ------------------------------ | ------- | ----- | ------- | ------- | ------- | ------- |
| Единицы                        | человек | %     | человек | %       | человек | %       |
| Население                      | 59 435  | 100   | 30 988  | 52,1    | 28 447  | 47,9    |
| Плотность населения (чел./км²) | 463,5   | 463,5 | 241,7   | 241,7   | 221,9   | 221,9   |

## Поселения
1. Антонинув
2. Башкувка
3. Бобровец
4. Богатки
5. Бонкувка
6. Воля-Голковска
7. Вулька-Козодавска
8. Вулька-Пенхерска
9. Вулька-Працка
10. Глоскув
11. Глоскув-Летниско
12. Голкув
13. Грохова
14. Есувка
15. Жабенец
16. Залесе-Гурне
17. Злотоклос
18. Камёнка
19. Кулешувка
20. Лбиска
21. Мешково
22. Ожешин
23. Пенхеры
24. Пилява
25. Роберцин
26. Рунув
27. Седлиска
28. Хенрыкув-Уроче
29. Хойнув
30. Хылице
31. Хылички
32. Щаки
33. Юзефослав
34. Юлианув
35. Язгажев
36. Ястшембе

## Соседние гмины
1. Гмина Гура-Кальваря
2. Гмина Констанцин-Езёрна
3. Гмина Лешноволя
4. Гмина Пражмув
5. Гмина Тарчин
6. Варшава